# 巴尔诺拉格朗日
巴尔诺拉格朗日（法語：Balnot-la-Grange，法語發音：[balno la ɡʁɑ̃ʒ]）是法国奥布省的一个市镇，位于该省南部偏东，属于特鲁瓦区。

## 地理
巴尔诺拉格朗日（47°59'9"N, 4°11'51"E）面积20.11 平方千米，位于法国大東部大區奥布省，该省份为法国中北部省份，北起马恩省，西接塞纳-马恩省，西南至约讷省，东南至科多尔省，东临上马恩省。
与巴尔诺拉格朗日接壤的市镇（或旧市镇、城区）包括：巴涅拉福斯、布拉日洛涅-博瓦尔、谢莱、埃图尔维、迈松莱沙乌斯、帕尔格、维利耶勒布瓦、阿尔托奈。
巴尔诺拉格朗日的时区为UTC+01:00、UTC+02:00（夏令时）。

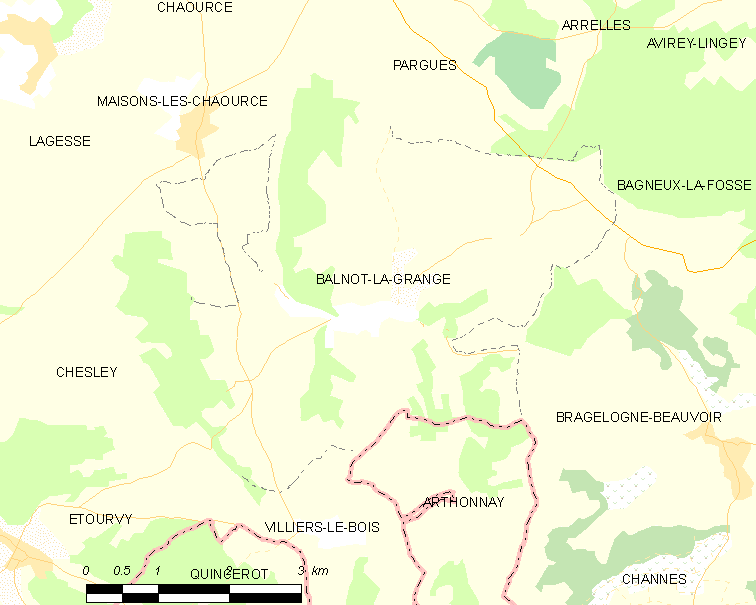
巴尔诺拉格朗日的OSM定位图

## 行政
巴尔诺拉格朗日的邮政编码为10210，INSEE市镇编码为10028。

## 政治
巴尔诺拉格朗日所属的省级选区为莱里塞县。

## 交通
奥布省省道D34线、D84线、D125线和D213线经过巴尔诺拉格朗日境内。

## 人口

1962-2008年间巴尔诺拉格朗日人口变化图示

巴尔诺拉格朗日于2022年1月1日时的人口数量为112人。